# Resolució 1735 del Consell de Seguretat de les Nacions Unides
La Resolució 1735 del Consell de Seguretat de les Nacions Unides fou adoptada per unanimitat el 22 de desembre de 2006. Després de recordar resolucions 1267 (1999), 1333 (2000), 1363 (2001),  1373 (2001), 1390 (2001), 1452 (2002), 1455 (2002), 1526 (2004), 1566 (2004), 1617 (2005), 1624 (2005) i 1699 (2005) sobre terrorisme, el Consell va aprovar mesures per millorar la identificació i el control dels terroristes.

## Resolució

### Observacions
El Consell de Seguretat va considerar que el terrorisme era una de les majors amenaces per a la pau i la seguretat internacionals. Va condemnar i va expressar la seva preocupació pel creixent nombre d'atacs d'Al-Qaeda, Osama bin Laden, els talibans i altres individus i grups. Els membres del Consell reafirmaren que el terrorisme només es podria derrotar mitjançant un enfocament global amb la participació activa i la cooperació de tots els països i organitzacions internacionals; en aquest context, el diàleg entre el Comitè 1267 i els estats era important i es va donar la benvinguda a la cooperació amb Interpol.
Mentrestant, el preàmbul de la resolució també va expressar la seva preocupació per l'ús indegut d'Internet per part de persones i grups terroristes, i va advertir també la naturalesa canviant de l'amenaça, sobretot en la forma en què els terroristes promocionaven llurs ideologies.

### Actes
Les següents mesures es van promulgar en virtut del Capítol VII de la Carta de les Nacions Unides, fent aquestes mesures legals en virtut del dret internacional.
Tots els països estaven obligats a imposar embargament d'armes, prohibició de viatge i sancions financeres contra totes les persones i grups terroristes. A més, els països podrien proposar noms per incloure'ls en una llista de sancions i havien d'utilitzar el formulari que figura a l'annex de la resolució. Es va demanar a la Comissió 1267 que desenvolupés, adoptés i implementés directrius sobre els individus que fossin retirats de la llista.
La resolució va passar a detallar els procediments per implementar les mesures, prenent nota de les exempcions, la cooperació i l'intercanvi d'informació, les sancions als talibans i la divulgació. El mandat de l'equip de seguiment amb base a la ciutat de Nova York es va ampliar per un altre període de 18 mesos; les seves responsabilitats es van esbossar a l'annex de la resolució, incloent-hi el tractament de casos d'incompliment.